# 2.ª División de Infantería (Reino Unido)
La 2.ª División de Infantería era una división de infantería del Ejército Regular del Ejército Británico, con una larga historia. Su existencia como formación permanentemente data de 1809, cuando fue establecida por el Teniente General Sir Arthur Wellesley (más tarde sería el Duque de Wellington), como parte del Ejército Anglo-Portugués, para servir en la Guerra Peninsular. (Antes de esto, era común para formaciones con el mismo número su establecimiento temporal para una sola campaña y ser desmanteladas inmediatamente después; las divisiones permanecieron permanentes como parte de la estructura del Ejército Británico solo después de las Guerras napoleónicas).
La división estuvo asociada con el del norte de Inglaterra. Su insignia, las Llaves en Cruz de San Pedro, era originalmente parte del escudo de armas de la diócesis de York y fue adoptada antes durante la Primera Guerra Mundial. Fue desmantelada el 1 de abril de 2012.

## Guerra Peninsular
El primer comandante de la 2.ª División fue el general mayor Rowland Hill. Bajo su mando, la división participó en la Segunda Batalla de Porto y las batallas de Talavera y Busaco.
En 1811, el general mayor honorífico William Stewart pasó a ser comandante de la división. Stewart era aparentemente un Teniente Coronel magnífico, pero un General desastroso. La división padeció pérdidas importantes en la Batalla de La Albuera. Para el resto de 1812, la división era parte de un destacamento (esencialmente un cuerpo) al mando de Rowland Hill que cubrió el flanco sur del ejército principal de Wellington. Entonces se ganó el apodo de "División de Observación", pero era también conocida como "Los Sorprendentes", después de tomar a los franceses por sorpresa en los combates de Arroyo Molinos y Almaraz.
Entre 1813 y 1814, la división se mantuvo como parte del destacamento de Hill. Conformado por tres brigadas británicas y una brigada portuguesa. Fue parte de la Batalla de Vitoria en el flanco derecho del ejército de Wellington. Posteriormente fue llevada brevemente llevada a una posición en la Batalla de Maya después de que Stewart retirara a la división prematuramente del campo, pero luchó en los combates de la Batalla de los Pirineos y las batallas del sur de Francia.

### Formación en la Guerra Peninsular
(Batalla de Albuera, 16 de mayo de 1811)
Comando General: General Mayor William Stewart
- 1.ª Brigada: comandada por el Teniente Coronel John Colborne
  - 1/3.er (Kent Oriental) Regimiento a pie (Los Buffs)
  - 2/31.er (Huntingdonshire) Regimiento a pie
  - 2/48.º (Northamptonshire) Regimiento a pie
  - 2/66.º (Berkshire) Regimiento a pie
- 2.ª Brigada: comandada por el General Mayor Daniel Hoghton
  - 29.º (Worcestershire) Regimiento a pie
  - 1/48.º (Northamptonshire) Regimiento a pie
  - 1/57.º (Middlesex Occidental) Regimiento a pie
- 3.ª Brigada: comandada por el Teniente Coronel Abercromby
  - 2/28.º (Gloucestershire del Norte) Regimiento a pie
  - 2/34.º (Cumberland) Regimiento a pie
  - 2/39.º (Dorsetshire) Regimiento a pie
- 3 Reservas, 5/60.º Regimiento a pie

(Desde enero de 1813)
- 1.ª Brigada: General Mayor Cadogan
  - 1/50.º (Kent Oriental) Regimiento a pie
  - 1/71.er (Montaña de Glasgow) Regimiento a pie (Infantería Ligera)
  - 1/92.º Regimiento a pie (Montañas Gordon)
  - 1 Reserva, 3/95.º Regimiento a pie (Rifles)
- 2.ª Brigada: General Mayor Byng
  - 1/3.er (Este Kent) Regimiento a pie (Los Buffs)
  - 1/57.º (Middlesex Occidental) Regimiento a pie
  - 1.er Batallón Provisional (2/31º y 2/66.º Regimientos a pie)
  - 2 Reservas, 5/60.º Regimiento a pie
- 3.ª Brigada: General Mayor Wilson
  - 2/28.º (Gloucestershire del Norte) Regimiento a pie
  - 2/34.º (Cumberland) Regimiento a pie
  - 1/39.º (Dorsetshire) Regimiento a pie
  - 2 Reservas, 5/60.º Regimiento a pie
- Brigada portuguesa: General Brigadier Charles Ashworth
  - 1/6.º Regimiento de la Línea portuguesa
  - 2/6.º Regimiento de la Línea portuguesa
  - 1/18.º Regimiento de la Línea portuguesa
  - 2/18.º Regimiento de la Línea portuguesa
  - 6.º Cazadores

## Waterloo
La división peleó en la Batalla de Waterloo, parte del II Cuerpo de Wellington comandado de nuevo por Rowland Hill. En Waterloo estaba conformada por una brigada británica de infantería ligera y fusileros, una brigada de la Legión alemana del Rey y una brigada del hannoveriano Landwehr. La división empezó el día en reserva detrás del flanco derecho de Wellington, pero participó en la derrota de los ataques de Napoleón al final del día.

### Formación en Waterloo
Comandante: General Teniente Sir Henry Clinton
3.ª Brigada Británica General Mayor Frederick Adam
- 52.º (Oxfordshire) Regimiento a pie (Infantería Ligera) Teniente Coronel Sir John Colborne[2]
- 71.er (Montaña de Glasgow) Regimiento a pie (Infantería Ligera)
- 2.º Batallón 95.º Regimiento a pie (Rifles)
- 3.er Batallón, 95.º Regimiento a pie (Rifles)

1.ª Brigada de la Legión alemana del Rey Teniente Coronal George Charles Du Plat
- 1.ª Línea de batallón, KGL
- 2.ª Línea de batallón, KGL
- 3.ª Línea de batallón, KGL
- 4.ª Línea de batallón, KGL

3.ª Brigada Hannoveriana Teniente Coronel Hugh Halkett
- Batallón Landwehr de Bremervörde
- 2.º Batallón Landwehr del Duque de York (Osnabrück)
- 3.er Batallón Landwehr del Duque de York (Quakenbrück)
- Batallón Landwehr de Salzgitter

Artillería Teniente Coronel Charles Gold
- Batería Bolton R. A.
- Batería a caballo Sympher de la legión alemana del Rey

## Guerra de Crimea
La división formó parte del ejército británico bajo el mando de Lord Raglan que llegó a Crimea e intentó tomar el puerto de Sebastopol. Estuvo al mando del General Sir George de Lacy Evans y luchó en las batallas del Alma e Inkerman, donde sufrió bajas importantes.

### Formación de la Guerra de Crimea
Mandando General: Lugarteniente Señor General George de Lacy Evans
- 3.ª Brigada: General Brigadier Adams
  - 41.er (Gales) Regimiento a pie
  - 47.º (Lancashire) Regimiento a pie
  - 49.º (Princesa Carlota de Gales) (Hertfordshire) Regimiento a pie
- 4.ª Brigada: General Brigadier John Lysaght Pennefather
  - 30.º (Cambridgeshire) Regimiento a pie
  - 55.º (Westmorland) Regimiento a pie
  - 95.º (Derbyshire) Regimiento a pie
- Dos baterías de campo de la Artillería Real

## Guerra Anglo-Egipcia
En 1882, la división formó parte de la Fuerza Expedicionaria al mando del General Sir Garnet Wolseley, que fue enviada a Egipto después de una rebelión (la Revuelta Urabi) amenazando el control británico del Canal de Suez. Durante la siguiente Guerra Anglo-Egipcia de 1882, la división estuvo comandada por el General Mayor Edward Bruce Hamley. Uno de sus brigadas estuvo utilizado como guarnición de Alejandría y no participó en las acciones generales de la guerra, pero la otra brigada y el cuartel general de división participaron en la decisiva Batalla de Tel-el-Kebir.

### Formación de la Guerra Anglo-Egipcia
Comandante: General Sir Edward Bruce Hamley
3.ª (Montaña) Brigada de Infantería (General Mayor Sir Edward Alison)
- 1.er Batallón, Reloj Negro (Royal Highlanders)
- 2.º Batallón, Infantería Ligera de montaña
- 1.er Batallón, Gordon Highlanders
- 1.er Batallón, Cameron Highlanders de la Reina

4.ª Brigada de Infantería (General Mayor Sir Evelyn Wood VC)
- 1.er Batallón, Regimiento Real de Sussex
- 1.er Batallón, Regimiento de Staffordshire del sur
- 1.er Batallón, Princesa Carlota de Gales (Regimiento Berkshire)
- 1.er Batallón, Del Rey (Infantería Ligera de Shropshire)

Tropas de División
- 19.º Caballería (2 Sqns)
- 3.er Batallón, Cuerpo Real de Rifles
- I Batería, 2.ª Brigada de Campo, Artillería Real
- N Batería, 2.ª Brigada de Campo, Artillería Real
- 26 Compañía de Campo, Ingenieros Reales
- 11 Compañía, Cuerpo de Comisaría y Transporte del Ejército
- 2 Compañía de Soporte, Cuerpo de Hospital del Ejército (Medio)
- 4 Hospital de Campo, Cuerpo de Hospital del Ejército
- 5 Hospital de Campo, Cuerpo de Hospital del Ejército

## Guerra bóer
La división era parte de un Cuerpo del Ejército llamado Fuerza de Campo Natal al mando del general sir Redvers Buller, que fue enviado a Sudáfrica cuando estalló la guerra de segunda guerra bóer en 1899. El comandante de la división era el general sir Francis Clery. La división, o partes de ella, padeció derrotas en las batallas de Colenso y de Spion Kop antes de obtener victorias en la batalla del Tugela Heights durante la liberación de Ladysmith. Posteriormente fue parte de las operaciones que realizaron los bóeres de Natal y Transvaal oriental.

## Primera Guerra Mundial
La división fue asentada posteriormente en la Llanura de Salisbury y designada para ser parte de la Fuerza Expedicionaria Británica (BEF), que sería enviada al continente en el caso de una guerra europea general. Cuando estalló la Primera Guerra Mundial, en agosto de 1914, la BEF fue enviada a apoyar a los ejércitos francés y belga. El comandante de la división en este punto era el General Mayor Charles Monro. La división participó en la Batalla de Mons y el retiro subsiguiente y, junto con la mayoría del resto original de la BEF, padeció serias bajas en la Primera batalla de Ypres en noviembre.
La división sirvió en el Frente Occidental durante la guerra. Aunque la mayoría de los regulares de la división fueron bajas o transferidos a otras formaciones, la división nunca perdió su lugar y reputación como formación de Ejército Regular. La 2.ª División peleó en la mayoría de las batallas importantes del Frente Occidental.

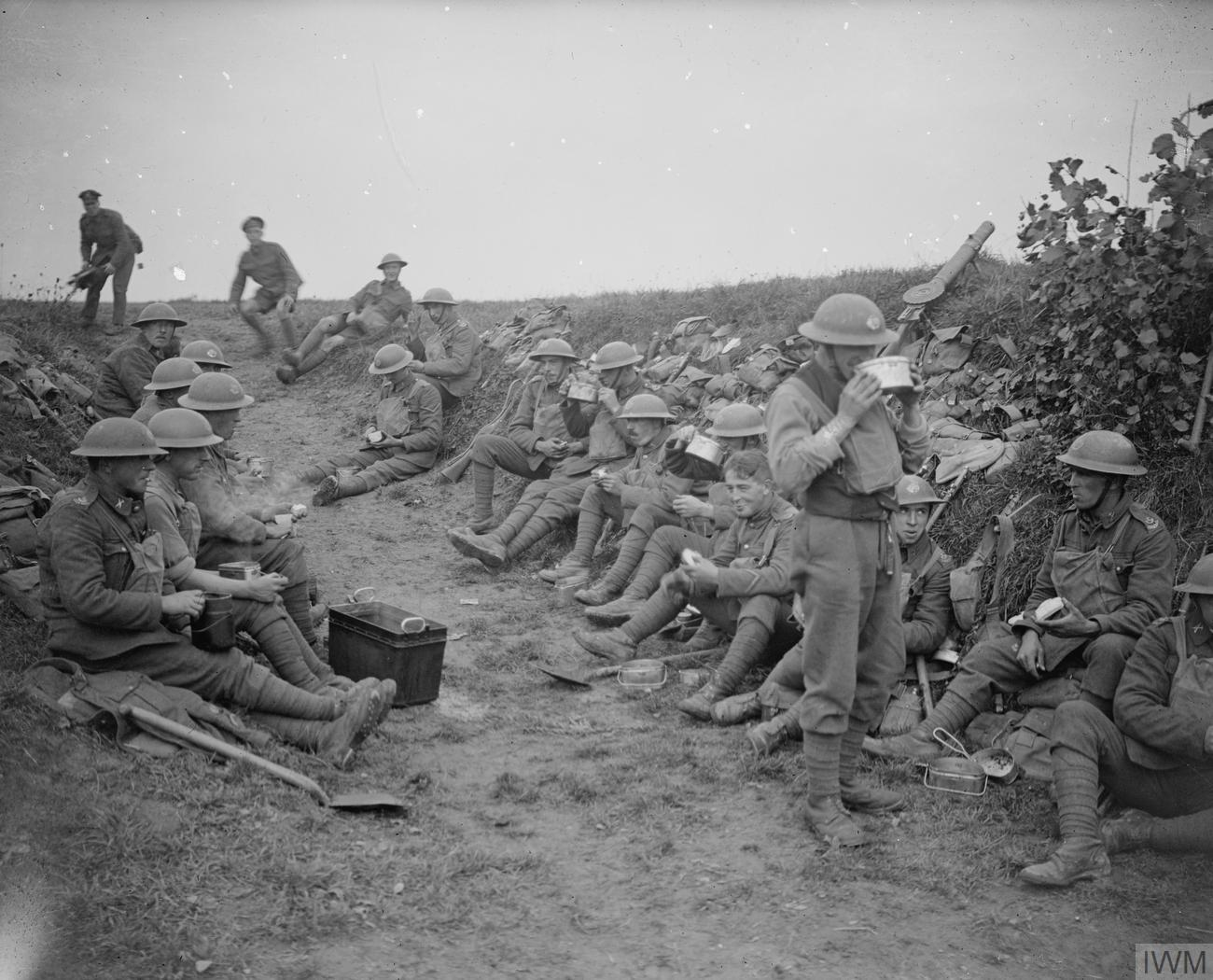
Hombres del Pelotón N.º 1, Compañía del 10.º Batallón (Servicio), Infantería Ligera del Duque de Cornwall, los pioneros de la división, desayunando en la vía a la línea. Cerca de Le Quesnoy, Francia, 27 de octubre de 1918.

Después de la guerra, la división fue parte de la fuerza de ocupación asentada en Cologne.

### Formación de la Primera Guerra Mundial
4.ª (Guardias) Brigada:
- 2.º Batallón, Guardias Granaderos
- 2.º Batallón, Guardias de Coldstream
- 3.er Batallón, Guardias de Coldstream
- 1.er Batallón, Guardias irlandeses
- 1/1.er Batallón, Regimiento Hertfordshire (a 6º Bde. Agosto de 1915)

La brigada dejó la división el 20 de agosto de 1915 para unirse a la División de Guardias y fue rebautizada como 1.ª Brigada de Guardias.
5.ª Brigada
- 2.º Batallón, Regimiento Worcestershire (transferido a la 33ª División el 15 de diciembre de 1915)
- 2.º Batallón, InfanteríamLigera de Oxfordshire y Buckinghamshire
- 2.º Batallón, Infantería Ligera de montaña
- 2.º Batallón, Exploradores de Connaught (transferido a la 3.ª División (Lahore) el 26 de noviembre de 1915)
- 17.º Batallón (Servicio), Fusileros Reales (de la 99º Brigada en diciembre de 1915, a 6.ª Brigada en febrero de 1918)
- 24.º Batallón (Servicio) (2.º de Sportman), Fusileros Reales (de la 99.ª Brigada en diciembre de 1915)

Los siguientes batallones eran parte de la brigada durante 1915.
- 1/7.º Batallón, Regimiento del Rey (Liverpool) (septiembre a noviembre de 1915)
- 2.º Batallón, Fusileros Reales de Inniskilling (enero a julio de 1915)
- 1/9.º Batallón (Glasgow Highlanders), Infantería Ligera de montaña (noviembre de 1914 a enero de 1916)
- 1.er Batallón, Regimiento Real de la Reina (Surrey Occidental) (julio a diciembre de 1915)

6.ª Brigada
- 1.er Batallón, del Rey (Regimiento de Liverpool)
- 2.º Batallón, Regimiento de Staffordshire del Sur
- 13.er Batallón (Servicio) (Ham Occidental), Regimiento de Essex
- 1.er Batallón, Cuerpo Real de Rifles (de la 99.ª Brigada en diciembre de 1915)

Los siguientes batallones eran parte de la brigada durante 1915.
- 1.er Batallón, Regimiento Real de Berkshire (agosto de 1914 a diciembre de 1915)
- 1/5.º Batallón, del Rey (Regimiento de Liverpool) (febrero a diciembre de 1915)
- 1/7.º Batallón, del Rey (Regimiento de Liverpool) (marzo a septiembre de 1915)
- 1/1.er Batallón, Regimiento de Hertfordshire (agosto de 1915 a junio de 1916)

El 17.º Batallón Real de Fusileros se unió a la brigada de la
5.ª Brigada en febrero de 1918.
19.ª Brigada (19 agosto al 25 de noviembre de 1915) :
- 2.º Batallón, Fusileros Reales de Gales
- 1.er Batallón, Cameronians (Rifles escoceses)
- 1/5.º Batallón, Cameronians (Rifles escoceses)
- 1.er Batallón, Regimiento de Middlesex
- 2.º Batallón, Highlanders de Argyll y Sutherland

La brigada se unió a la división en agosto de 1915 de la 27.ª División y la dejó en noviembre por la 33.ª División, al ser intercambiada con la 99.ª Brigada.
99.ª Brigada
- 22.º Batallón (Servicio), Fusileros Reales
- 23.er Batallón (Servicio), (1.º de Sportman) Fusileros Reales
- 1.er Batallón, Regimiento Real de Berkshire (de 6.ª Brigada, diciembre de 1915)
- 1.er Batallón, Cuerpo Real de Rifles (de 6.ª Brigada, diciembre de 1915)

La brigada se unió a la 33.ª División en noviembre de 1915.
Los siguientes batallones dejaron la brigada poco después:
- 17.º Batallón (Servicio), Fusileros Reales (de 5.ª Brigada, diciembre de 1915)
- 24.º Batallón (Servicio), Fusileros Reales (de 5.ª Brigada, diciembre de 1915)
- 1/5.º Batallón, del Rey (Regimiento de Liverpool) (de 6.ª Brigada, diciembre de 1915)

## Segunda Guerra Mundial

### Francia y Bélgica
Luego de su regreso de Alemania, la división continuó como formación regular del ejército asentada en Gran Bretaña. La división sufrió numerosos cambios en unidades y composición durante el período entre guerras. En septiembre de 1939, poco después del estallido de la Segunda Guerra Mundial, una vez más formó parte de la Fuerza Expedicionaria Británica (BEF), al mando del Mariscal del Campo Lord Gort, enviada a luchar junto al Ejército francés. Su Agente General de Comando (GOC) fue el General Mayor Charles Loyd, quien había recibido orden de la división a principio del año. La división fue enviada a la frontera Franco-Belga, llegando el 21 de septiembre de 1939, donde estaba bajo el mando del I Cuerpo y permaneció allí por los próximos meses.

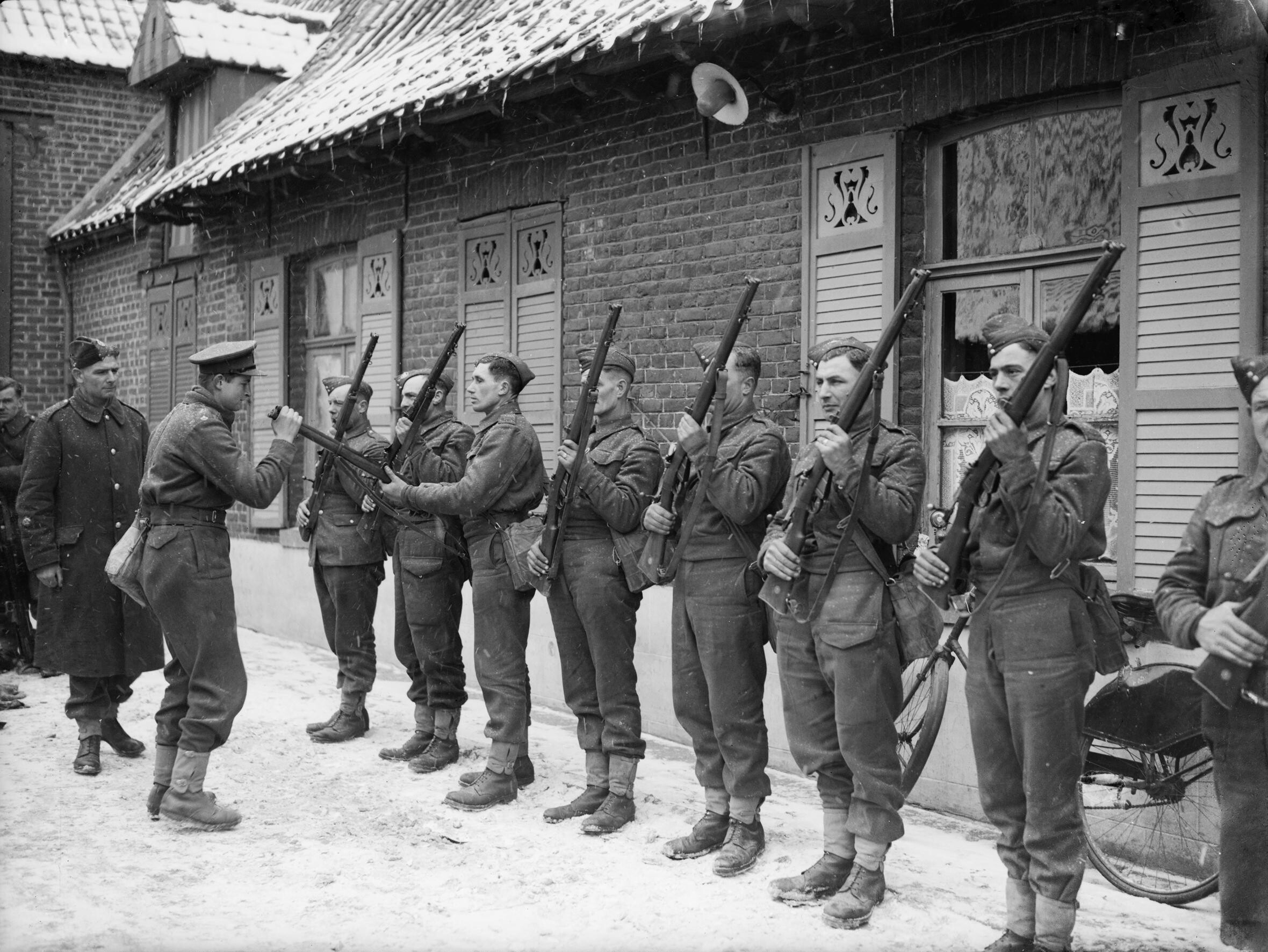
Inspección de rifle por hombres del 2.º Batallón, Regimiento Dorset en Rumegies, Francia, 14 de febrero de 1940.

En mayo de 1940, la BEF, incluyendo a la 2.ª División de Infantería, fue llevada desde Francia durante la evacuación de Dunkerque, donde la división (desde el 20 de mayo, comandada por el General Mayor Noel Irwin) fue evacuada a Inglaterra, con pocas bajas pero perdiendo casi todo su equipamiento. Durante la retirada, dos miembros de la división fueron galardonados con la Cruz Victoria: Alférez Richard Annand del .º Batallón, Infantería Ligera de la Compañía Durham Sargento George Gristock del 2.º Batallón, Regimiento Real de Norfolk. Fueron los primeros dos de tres a ser otorgadas a miembros de la división durante la guerra.

### India y Birmania
La 2.ª División de Infantería fue reequipada en Gran Bretaña y reforzada en cantidad, a pesar de que, como la mayoría del Ejército británico después de Dunkerque, con equipos precarios. La división fue asentada en Yorkshire, sirviendo otra vez bajo el control del I Cuerpo y entrenada para repeler la esperada invasión alemana, bajo el nombre código Operación León Marino.
En diciembre de 1941, Japón entró a la guerra. Luego que las fuerzas británicas y del Commonwealth sufrieran derrotas desastrosas en el Lejano Oriente a finales de 1941 y comienzos de 1942, la división, bajo el control del Despacho de Guerra y comandada por el General Mayor John Grover, fue enviada a India, que estuvo acechada por avances japoneses y desorden interno. Para algún tiempo, la división estuvo implicada en operaciones de seguridad interna y entrenando para operaciones anfibias. A finales de octubre de 1942, la 6.ª Brigada de Infantería era separada temporalmente de la división y reorganizada como un grupo de brigada independiente, con sus propias unidades de apoyo y sirviendo en la fallida Campaña Arakan, reuniendo al resto de la división en India en junio de 1943.

En 1944, los japoneses lanzaron una invasión a India. A principios de abril de 1944, la 2.ª División fue enviada a unirse al XXXIII Cuerpo del Decimocuarto Ejército en Dimapur para luchar por la vía de liberación a la posición sitiada en Kohima. Kohima fue liberada el 18 de abril, pero una dura contienda persisitió en la posición en disputa hasta que bajo la presión creciente de un entramado de fuerzas Aliadas (a la 2.ª División se había unido por la 7.ª División de Infantería india a principios de mayo) los japoneses, habiéndose quedado sin alimentos y suministros, fueron forzados a retirarse y la Batalla de Kohima fue culminada con todo propósito al final de mayo. Al XXXIII Cuerpo entonces asignó a la 2.ª División a avanzar al sur hacia Imphal con la 7.ª División india siguiendo a las fuerzas japonesas en retirada sobre el terreno áspero al este de la carretera. El 22 de junio, la 2.ª División hizo contacto con la 5.ª División de Infantería india que avanzaba hacia el norte de Imphal y el asedio de Imphal fue mitigado. Ambas batallas fueron de las más feroces peleadas en la guerra con Kohima, etiquetada como una pequeña Stalingrado, debido a la violencia de ambos bandos. El epitafio esculpido en el monumento de la 2.ª División en el gran cementerio grande para la guerra Aliada dice,
Cuando Vayas a Casa, Cuéntales Sobre Nosotros y Diles,
Por Tu Futuro, Nosotros Dimos Nuestro Presente
 La división continuó sirviendo como parte del Decimocuarto Ejército, comandado por el General Sir William "Bill" Slim, durante su ofensiva a Birmania que resultó en otra Cruz Victoria para la división. El Capitán John Randle del 2.º Batallón, Regimiento Real de Norfolk fue el receptor. La división, ahora comandada por el General Mayor Cameron Nicholson (el General Mayor Grover había sido liberado en julio pasado), fue retirado a India al final de marzo de 1945, cuando no pudo ser sostenida su fuerza, debido a una severa escasez de recurso humano en el Ejército británico en este punto de la guerra y todas las sustituciones eran enviadas al 21.er Grupo de Ejército en el noroeste de Europa. La división fue reconstruida en India y fue pretendida para próximas operaciones anfibias, pero la guerra terminó antes de poder ver más acciones.

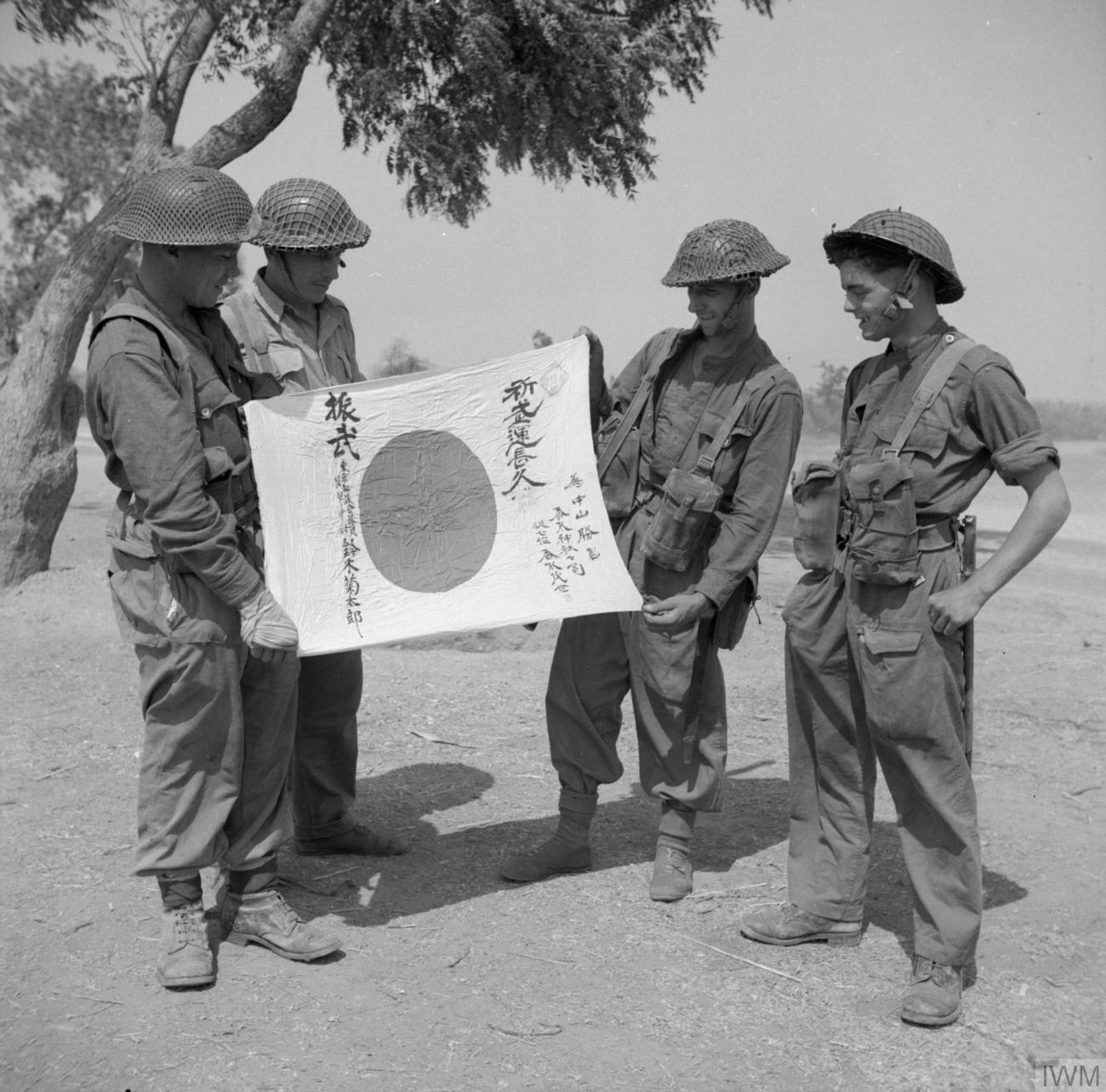
Hombres del 7.º Batallón, Regimiento de Worcestershire, despliegan una bandera japonesa capturada en Monte Popa, 16 de abril de 1945.

En septiembre de 1945, el cuartel general de la división estaba en Malaya en la sede del XXXIV Cuerpo, con las tres brigadas en ruta a Japón, en Malaya, y en Birmania asignada a Malaya.
La división fue retirada a India el 12 de abril de 1945. La división fue transferida a la orden de la sede de las Fuerzas Aliadas al Suerte de Asia en aquella fecha, siendo devuelta al Ejército del sur el 7 de junio de 1945. La 5.ª Brigada dejó la división en octubre de 1945 (luego de una reorganización) para volverse parte de la División Brinjap División dentro de la Fuerza de Ocupación Británica del Commonwealth en Japón. La 6.ª Brigada (otra vez reorganizada) navegó a Singapur en diciembre de 1945. La división desmantelada en India en octubre de 1946.

### Orden de Batalla en la Segunda Guerra Mundial
La 2.ª División de Infantería estuvo constituida durante la guerra como sigue:
4.ª Brigada de Infantería (separada entre el 25 de julio y el 20 de septiembre de 1944)
- 1.er Batallón, Escoceses Reales (separados entre el 3 de noviembre de 1942 y el 3 de julio de 1943)
- 2.º Batallón, Regimiento Real de Norfolk
- 1.er Batallón, Regimiento de Frontera (hasta el 4 de mayo de 1940)
- 4.ª Brigada de Infantería Compañía Antitanque (desmantelada el 14 de diciembre de 1940)
- 1/8.º Batallón, Fusileros de Lancashire (desde el 4 de mayo de 1940)

5.ª Brigada de Infantería
- 2.º Batallón, Regimiento Real de Warwickshire (hasta el 2 de mayo de 1940)
- 2.º Batallón, Regimiento de Dorsetshire
- 1.er Batallón, Montañeses de la Reina
- 5.ª Brigada de Infantería Compañía Antitanque (formada el 3 de septiembre de 1939, desmantelada el 14 de diciembre de 1940)
- 7.º Batallón, Regimiento de Worcestershire (desde el 2 de mayo del 1940)

6.ª Brigada de Infantería (separada entre el 31 de octubre de 1942 y el 1 de junio de 1943, hasta el 18 de abril de 1945)
- 1.er Batallón, Fusileros Reales de Gales
- 1.er Batallón, Regimiento Real de Berkshire
- 2.º Batallón, Infantería Ligera de Durham
- 6.ª Brigada de Infantería Compañía Antitanque (formada el 3 de septiembre de 1939, desmantelada el 14 de diciembre de 1940)
- 1.er Batallón, Regimiento de Lancashire del este (desde el 9 de septiembre hasta el 19 de octubre de 1941)

Tropas de División
- 2.º Regimiento de Reconocimiento, Cuerpo de Reconocimiento
- 2.º Batallón, Regimiento de Mánchester - (Batallón de Ametralladora)
- 3.º Carabineros (Guardias Dragoon del Príncipe de Gales)
- 10.º Regimiento de Campo, Artillería Real
- 16.º Regimiento de Campo, Artillería Real
- 115.º Regimiento de Campo, Artillería Real (asignado del I Cuerpo desde el 1 de mayo hasta el 11 de mayo de 1940 y entonces reasignado a ellos el 20-21 de mayo de 1940)
- 99.º (Buckinghamshire Yeomanry) Regimiento de Campo, Artillería Real
- 100.º (8.º Gordon Highlanders) Regimiento Antitanque, Artillería Real
- 5.ª Compañía de Campo, Ingenieros Reales
- 208.ª Compañía de Campo, Ingenieros Reales
- 506.ª Compañía de Campo, Ingenieros Reales
- 21.ª Compañía de Campo, Ingenieros Reales
- 4.ª Ambulancia de Campo, Cuerpo Médico del Ejército Real
- 5.ª Ambulancia de Campo, Cuerpo Médico del Ejército Real
- 6.ª Ambulancia de Campo, Cuerpo Médico del Ejército Real
- 143.ª Compañía de Servicio Especial, Cuerpo de Servicio del Ejército Real

## Post Segunda Guerra Mundial
La división fue fusionada con la 36.ª División y reformada en las Barracas de St. David en Hilden, Alemania, en febrero de 1947. También fue fusionada con la desmantelada 6.ª División Blindada en 1958 y movida a las Barracas de Túnez en Lübbecke, en septiembre de 1959. A principios de la década de 1970, estaba constituida por la 4.ª Brigada Blindada y la 12.ª Brigada Mecanizada, pero en 1976 la 2.ª División fue reasignada como 2.ª División Blindada.
En una reorganización importante de fuerzas británicas en 1982 y 1983, la 2.ª División Blindada volvió a ser la 2.ª División de Infantería. Su sede nueva era en las Barracas de Imphal en York y consistía en tres brigadas de infantería: la 24.ª Brigada Aeromóvil regular y las 15.ª y 49.ª Brigada del Ejército Territorial.
Cada una de su dos las brigadas tuvieron un regimiento de reconocimiento pseudoequipado. Estos dos regimientos yeomanry fueron considerados como reservas 'móviles antiblindaje' para sus brigadas respectivas en la retaguardia del Cuerpo.

## 1993-2012

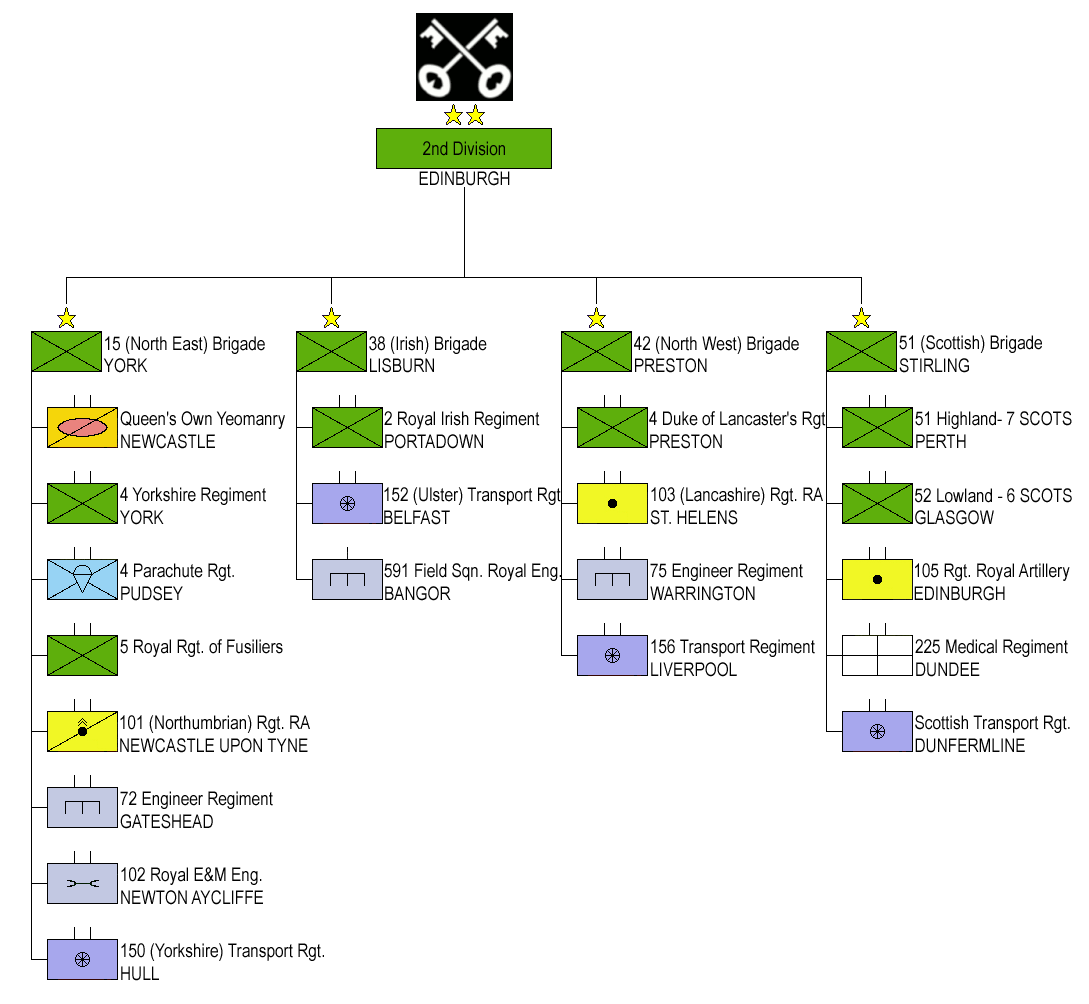
Estructura de la 2.ª División.

Luego del fin de la Guerra Fría, la división fue desmantelada en 1992, pero el título fue retomado para la fusión de varios distritos militares -Distrito del Noreste y parte de Distrito Oriental, cuándo la formación cambió el 1 de abril de 1995. La Revisión de la Defensa Estratégica de 1998 llevó a una reorganización del Orden Territorial. La 2.ª División absorbió al Distrito de Escocia y su sede fue mudada al Craigiehall, cerca de Edimburgo, en abril de 2000.
Luego de un reabastecimiento, la 52.ª Brigada de Infantería estuvo reformada como una brigada operacional, más que regional, constituida por varios batallones de infantería ligera, y dejó la formación para unirse a la 3.ª División en 2007.
La División reportaba a la sede del Ejército en Andover. Se le asignó el mantenimiento de la infraestructura y recursos y la orden y responsabilidades de control, para la formación y administración de todo Ejército Regular y unidades de Ejército Territorial en Escocia, Irlanda del Norte e Inglaterra del Norte, por ende el Comandante delegado era siempre un oficial del Ejército Territorial en el rango de Brigadier.
La nueva sede del Comando de Soporte en Aldershot inició operaciones en enero de 2012 cuando la sede de la 4.ª División en Aldershot fue desmantelada. El cuartel general de la 2.ª División en Edimburgo y de la 5.ª División en Shrewsbury fue desmantelado en abril de 2012.
A pesar de la clausura de la sede de la 2.ª División en Edimburgo, el Ejército retendrá un Agente General de Comando (GOC) en Escocia, además de un número pequeño de personal, para mantener el nivel de representación en Escocia requerido para supervisar el límite de cambios.

### Formación 2007-2012
La sede de la división controlaba la Catterick Garrison y cuatro Brigadas Regionales:
- 15.ª (Noreste) Brigada
- 38.ª (irlandés) Brigada
- 42.ª (Noroeste) Brigada
- 51.ª (escocés) Brigada

## Comandantes recientes
Los comandantes recientes han sido:
GOC 2.ª División
- 1899-1901 General Mayor Francis Clery[21]
- 1902-1904 General Mayor Charles Douglas
- 1904-1907 General Sir Bruce Hamilton
- 1907-1910 General Mayor Theodore Stephenson
- 1910-1914 General Mayor Henry Lawson
- Agosto-diciembre de 1914 General Mayor Charles Monro
- 1914-1915 General Mayor Henry Horne
- 1915-1916 General Mayor William Walker
- 1916-1919 General Mayor Sir Cecil Pereira
- 1919-1923 General Mayor Sir Richard Butler
- 1923-1926 General Mayor Sir Peter Strickland
- 1926-1928 General Mayor Sir Edmund Ironside
- 1928-1935 General Mayor Thomas Cubitt
- 1931-1935 General Mayor Henry Jackson
- 1935-1937 General Mayor Archibald Wavell
- 1937-1939 General Mayor Henry Wilson
- 1939-1940 General Mayor Charles Loyd
- Mayo-agosto de 1940 General Mayor Noel Irwin
- 1940-1941 General Mayor Daril Watson
- 1941-1944 General Mayor John Grover
- 1944-1946 General Mayor Cameron Nicholson
- 1946-1947 General Mayor Robert Arkwright
- 1947-1949 General Mayor Philip Balfour
- 1949-1951 General Mayor Colin Callander
- 1951-1954 General Mayor Basil Coad
- 1954-1956 General Mayor John Wilsey
- 1956-1958 General Mayor Cosmo Nevill
- 1958-1960 General Mayor William Stirling
- 1960-1962 General Mayor Edward Williams
- 1962-1964 General Mayor Mervyn Butler
- 1964-1966 General Mayor Norman Wheeler
- 1966-1967 General Mayor John Sharp
- 1968-1970 General Mayor Chandos Blair
- 1970-1972 General Mayor Rollo Pain
- 1972-1974 General Mayor John Archer
- 1974-1976 General Mayor Desmond Mangham
- 1976-1977 General Mayor Frank Kitson

Nota: de 1977 a 1983 la 2.ª División operada como una División Blindada: véase 2.ª División Blindada
GOC 2.ª División de Infantería
- 1983-1984 General Mayor Patrick Palmer
- 1984-1986 General Mayor Peter Inge
- 1986-1987 General Mayor Charles Guthrie
- 1987-1989 General Mayor Murray Naylor
- 1989-1991 General Mayor Michael Rose
- 1991-1992 General Mayor Michael Walker

GOC 2.ª División
- 1995-1996 General Mayor Patrick Cordingley
- 1996-1999 General Mayor Dair Farrar-Hockley
- 1999-2002 General Mayor Robert Gordon
- 2002-2004 General Mayor Nick Parker
- 2004-2007 General Mayor Euan Loudon
- 2007-2009 General Mayor David McDowall
- Mayo-septiembre de 2009 General Mayor Andrew Mackayo[22]
- Octubre de 2009-enero de 2012 General Mayor David Shaw[23]
- Enero de 2012-marzo de 2012 General Mayor Nick Eeles[24]

Comandantes delegados
- 2006-2009 Brigadier Joseph Gerard d'Inverno
- 2009-2012 Brigadier Simon Bell